# Chestnut Ridge
Chestnut Ridge – wieś w Stanach Zjednoczonych, w stanie Nowy Jork, w hrabstwie Rockland.